# اسلاوگورود
شهر اسلاوگورود (به روسی: Славгород) در کشور روسیه و در کرای آلتایی واقع شده‌است.